# Wilbur Schwandt
Wilbur Clyde Schwandt (* 28. Juni 1904 in Manitowoc, Wisconsin; † 23. Juli 1998 in Miami, Florida) war ein US-amerikanischer Komponist.
Er studierte in Chicago Musik, später arbeitete er als Orchestrator für Bob Hope, wenn dieser auf Tour ging. Ab den 1940er-Jahren arbeitete er rund ein Vierteljahrhundert im Bereich der lateinamerikanischen Musik. Sein heute bekanntestes Werk ist der Song „Dream a Little Dream of Me“, als dessen Urheber er zusammen mit Fabian Andre gilt. Der ursprüngliche Song stammt von 1931, bekannt wurde insbesondere die Version von Mama Cass.
Mitte der 1960er-Jahre trat Schwandt in den Ruhestand ein und starb 1998 mit 94 Jahren.
| Personendaten    | Personendaten                     |
| ---------------- | --------------------------------- |
| NAME             | Schwandt, Wilbur                  |
| ALTERNATIVNAMEN  | Schwandt, Wilbur Clyde; Swan, Don |
| KURZBESCHREIBUNG | US-amerikanischer Komponist       |
| GEBURTSDATUM     | 28. Juni 1904                     |
| GEBURTSORT       | Manitowoc, Wisconsin, USA         |
| STERBEDATUM      | 23. Juli 1998                     |
| STERBEORT        | Miami, Florida, USA               |